# 聖何塞德邁波

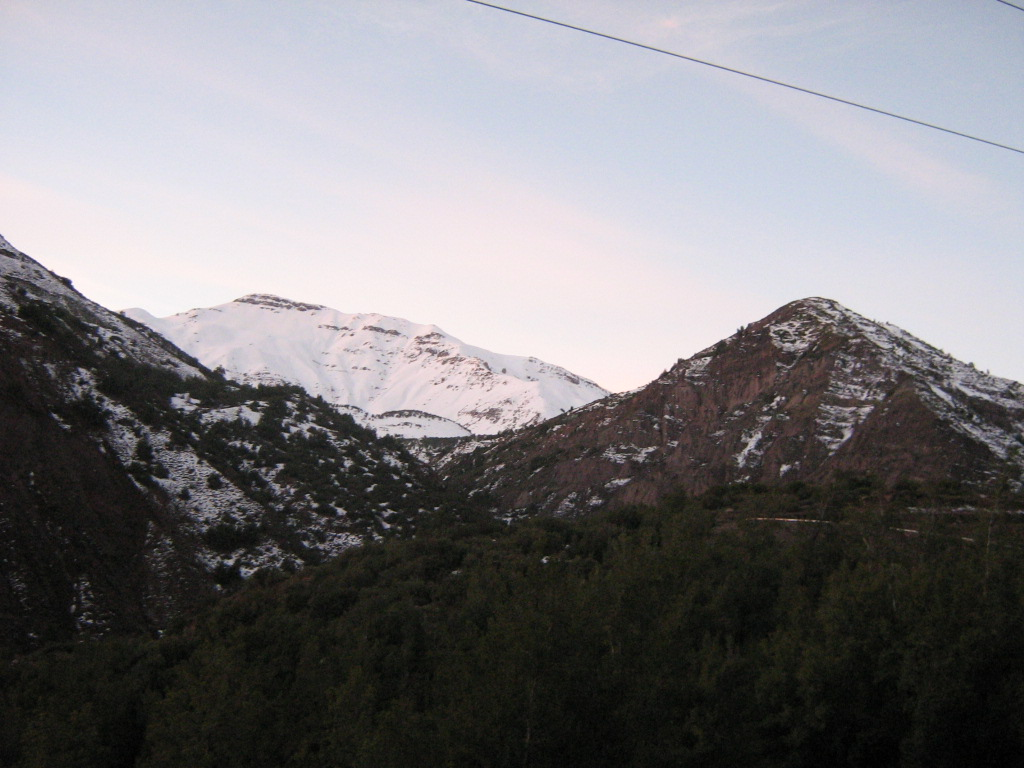

聖何塞德邁波（西班牙語：San José de Maipo），是智利的城市，位於該國中部聖地亞哥首都大區的科迪勒拉省，處於聖地亞哥-德智利東南面48公里，面積4,994.8平方公里，2002年人口13,376人，人口密度每平方公里2.7人。
33°41′S 70°20′W / 33.683°S 70.333°W